# Sæby (Lejre)
Sæby is een plaats in de Deense regio Seeland, gemeente Lejre, en telt 349 inwoners (2008).